# Andrew L. Stone
Andrew L. Stone (Oakland, California, 16 de julio de  1902 - Los Ángeles, California, 9 de junio de 1999), fue un guionista, productor y director estadounidense. Fue nominado al Oscar al mejor guion original por la película Julie en 1957 y recibió una estrella en el Paseo de la Fama de Hollywood en 1960.
Conocido por sus filmes realistas, trabajó en varios géneros; muchas veces usando un mismo equipo. Colaboró a menudo con su mujer, Virginia Lively Stone (que firmaba Virginia L. Stone).
Circulan en DVD Trampa de acero (The Steel Trap, 1952); y Plan asesino (A Blueprint for Murder, 1953), ambos con Joseph Cotten y dirigidos por él; son filmes bien construidos y dirigidos sobre un argumento excesivamente simple, que funcionan como películas de suspense.

## Trayectoria
Nacido en Oakland (California), Andrew L. Stone estudió en la Universidad de California. Construyó un cine en el patio trasero de su casa, con dos proyectores y asientos para 50 niños. Las películas se compraban a un dólar el rollo.
Stone trabajaba en una bolsa de películas para Universal después de la escuela y los domingos. «Quería hacer todo lo que pudiera con las películas: rebobinar, empalmar, proyectar», dijo una vez.
A mediados de los años 20, se trasladó a Hollywood y trabajó en un laboratorio. También trabajó en el departamento de atrezzo de Universal.

### Primeras películas
En 1926, Stone financió su primer trabajo como director, The Elegy (1926), una película de dos carretes. Costó 3.200 dólares, que él mismo había recaudado, y se rodó en decorados sobrantes de Scaramouche.
Su primer largometraje fue Dreary House (1928). Trabajó como director en Shadows of Glory (1930), Hell's Headquarters (1932) y The Girl Said No (1937).

#### Paramount
Stone cuenta que MGM le ofreció un contrato a mediados de los años 30, pero se mostró reacio a aceptarlo. Más tarde dijo: «Habría tenido que apaciguar a las estrellas y mantenerlas contentas, como un cura que no cree ni una palabra de lo que dice». Luego estaba el contrato con Paramount, sin grandes estrellas, pero con libertad. Ese fue el que elegí. No tardé en darme cuenta de que nunca ganaría un céntimo, pero me importaba un bledo".
Stone firmó un contrato con la Paramount, para la que rodó Cielo robado (1938), Dilo en francés (1938) con Ray Milland, El gran Victor Herbert (1939) y El canario duro (1941). Estaba previsto que realizara para el estudio Rapsodia de Manhattan.
En la 20th Century Fox fue aclamado por dirigir la película de 1943 Stormy Weather, protagonizada por Lena Horne.

#### United Artists
Stone fundó su propia productora, Andrew L Stone Productions, con su entonces esposa Virginia. Firmaron un contrato con United Artists para realizar dos películas: Hi Diddle Diddle (1943) y Sensations of 1945 (1944). United Artists quedó lo bastante satisfecha como para ofrecerle un contrato para hacer cuatro películas más en dieciocho meses: Bedside Manner (1945), The Bachelor's Daughters (1946) y Fun on a Weekend (1947). Dejaron United Artists en 1947.
Dirigió, sin acreditar, La condesa de Montecristo (1948).

#### Thrillers
Stone se fue a Warner Bros para rodar Autopista 301 (1950), una película policíaca que inició una serie de películas de Stone en ese género.
«Tuve que convencer a Bernie Foy de la Warner para que me dejara hacer un melodrama», dijo Stone más tarde. «La hice prácticamente por nada para establecerme en ese campo».
Sería la última película de Stone rodada en un estudio. Hizo Confidence Girl (1952), y dos con Joseph Cotten, The Steel Trap (1952) y A Blueprint for Murder (1953). Hizo The Night Holds Terror (1955) en Columbia.

#### MGM
¡Stone firmó un contrato de dos películas con la MGM, para la que rodó Julie (1956), un thriller con Doris Day y Louis Jourdan, y Cry Terror! (1958), con Rod Steiger. (Tenía intención de seguir a Julie con una película sobre el tabaquismo, The Last Puff, pero no llegó a rodarse).
Julie fue un éxito, así que MGM les contrató para hacer cuatro películas más: The Decks Ran Red (1959), The Last Voyage (1960), Ring of Fire (1961) y The Password Is Courage (1962), con Dirk Bogarde.
Realizó Nunca lo pongas por escrito (1964) con Pat Boone para Allied Artists, rodada en Inglaterra e Irlanda. Firmó un nuevo contrato de dos películas con MGM. La primera fue El secreto de mi éxito (1965). La segunda iba a ser una historia de la aviación escrita por Ernest Gann, The Winning of the Sky, pero nunca se rodó.

#### Películas posteriores
Stone realizó un musical para ABC Pictures titulado Song of Norway (1970), un biopic musical de Edvard Grieg que costó 3,5 millones de dólares. La película funcionó razonablemente bien, pero su siguiente película, The Great Waltz (1972), fue un gran fracaso.
En 1977, trabajó para Universal en las secuencias de acción y catástrofes de Montaña rusa.

## Vida personal
Stone estuvo casado tres veces: 
Con Anne Harrington McCrary (m.1927-1946; divorciada). Tuvieron dos hijos, Andrew Lysander Stone y Bruce Harrington Stone.
Con Virginia Lively (m.1946-1970; divorciada). Tuvieron dos hijos, Lively Andrew Stone y Christoper Stone. Este último es compositor de televisión y cine.
Y con Audrey Stone(? - June 9, 1999) hasta su muerte.

## Filmografía selecta
- Shadows of Glory (1930)
- Fun on a Weekend (1937; director)
- With Words and Music (1937; director)
- The Great Victor Herbert (1939; director)
- Stormy Weather (1943; director)
- Hi Diddle Diddle (1943; director, productor, idea original)
- Sensations of 1945 (1944; director y guionista)
- The Bachelor's Daughters (1946; director, productor y guionista)
- Highway 301 (1950; director y guionista)
- Trampa de acero (or. The Steel Trap, 1952; director y guionista).
- Plan asesino (or. A Blueprint for Murder, 1953; director y guionista).
- The Night Holds Terror (1955; director, guionista y productor)
- Julie (1956; director y guionista)
- Cry Terror! (1958; director, guionista y productor)
- The Decks Ran Red (1958; director, guionista y productor)
- The Last Voyage (1960; director, guionista y productor)
- Ring of Fire (1961; director, guionista y productor)
- The Password Is Courage (1962; director, guionista y productor)
- Never Put It in Writing (1964; director, guionista y productor)
- The Secret of My Success (1965)
- Song of Norway (1970)
- The Great Waltz (1972)

## Enlaces oxternos
- Wikimedia Commons alberga una categoría multimedia sobre Andrew L. Stone.
- Andrew L. Stone en Internet Movie Database (en inglés).
- Andrew L Stone papers en Academy of Motion Picture Arts and Sciences
- Andrew L Stone en Letterbox DVD
- Andrew L Stone at BFI
- Artículo sobre Andrew y Virginia Stone en Bright Lights Film Journal
- Esta obra contiene una traducción parcial derivada de «Andrew L. Stone» de Wikipedia en inglés, concretamente de esta versión, publicada por sus editores bajo la Licencia de documentación libre de GNU y la Licencia Creative Commons Atribución-CompartirIgual 4.0 Internacional.

- Datos: Q505780
- Multimedia: Andrew L. Stone / Q505780